# 1917 год в истории железнодорожного транспорта
1917 год в истории железнодорожного транспорта

## События
- 22 мая — около станции Верещагино Пермской железной дороги у паровоза Еф-62, после года работы, произошёл взрыв котла. Причина — обрыв топочных связей.
- 29 октября (11 ноября) Викжель (Российский профсоюз железнодорожников) провозгласил забастовку с требованиями формирования из партий эсеров, меньшевиков и большевиков «однородного социалистического правительства» без участия в нём лидеров октябрьского переворота Ленина и Троцкого. В качестве угрозы использовалась всеобщая забастовка на транспорте.
- 12 декабря — близ города Сен-Мишель-де-Морьен (Франция) потерпел крушение воинский эшелон. Погибло около 700 французских солдат — крупнейшая железнодорожная катастрофа в истории Франции.
- 17 декабря — вышел первый номер газеты «Гудок».[1]
- 26 декабря — президент Соединённых Штатов Вудро Вильсон издаёт закон о национализации американских железных дорог и подчинении их Железнодорожной администрации США (en) в связи с Первой мировой войной.
- В России большевиками упразднён День железнодорожника учреждённый в 1886 году. Это утверждение не верно. День железнодорожника отменило Временное правительство в связи с тем, что он приходился на день рождения императора Николая I.